# میلستون (حوزه سرشماری)، ویسکانسین
میلستون (به انگلیسی: Millston) یک منطقهٔ مسکونی در ایالات متحده آمریکا است که در شهرستان جکسون، ویسکانسین واقع شده‌است. میلستون ۱۲۵ نفر جمعیت دارد و ۲۷۷٫۹۸ متر بالاتر از سطح دریا واقع شده‌است.